# Phlogophilus
Phlogophilus es un género de aves apodiformes de la familia Trochilidae que agrupa apenas a dos especies nativas del oeste de América del Sur, cuyas áreas de distribución en las estribaciones andinas orientales, se encuentran entre el suroeste de Colombia y el sureste de Perú. A sus miembros se les conoce por el nombre común de colibríes colipintos, colipuntos o colas-pintadas.

## Etimología
El nombre genérico femenino «Phlogophilus» se compone de las palabras del griego «phlox» que significa ‘destello de luz’, y «philos» que significa ‘que ama’.

## Características
Los colibríes de este género son pequeños, miden en promedio 8 cm de longitud. De picos cortos, rectos y negros, dorso verde brillante, collar blanco en la garganta y mancha pos-ocular blanca; por abajo son de color blanco o beige. Los sexos no se diferencian. Habitan en selvas húmedas de piedemonte y laderas montañosas.

## Taxonomía
El género Phlogophilus fue propuesto por el ornitólogo británico John Gould en 1860 en la misma publicación en que describió por primera vez la especie tipo, Phlogophilus hemileucus.

## Lista de especies
Según las clasificaciones del Congreso Ornitológico Internacional (IOC) y Clements Checklist/eBird, el género agrupa a las siguientes especies con el respectivo nombre popular de acuerdo con la Sociedad Española de Ornitología (SEO):
| Imagen | Nombre científico         | Autor                       | Nombre común                  | Estado de conservación | Distribución |
| ------ | ------------------------- | --------------------------- | ----------------------------- | ---------------------- | ------------ |
|        | Phlogophilus hemileucurus | Gould, 1860                 | colibrí colipinto ecuatoriano | LC                     |              |
|        | Phlogophilus harterti     | Berlepsch & Stolzmann, 1901 | colibrí colipinto peruano     | LC                     |              |